# Futebol Clube Atlético Cearense
Il Futebol Clube Atlético Cearense, noto anche semplicemente come Atlético Cearense e in passato come Uniclinic, è una società calcistica brasiliana con sede nella città di Fortaleza, capitale dello stato del Ceará.

## Storia
Il club è stato fondato il 7 marzo 1997. L'Uniclinic ha vinto il Campeonato Cearense Série B nel 1998 e il Campeonato Cearense Terceira Divisão nel 2014. Nella stagione 2016, il club ha raggiunto la finale del Campionato Cearense, perdendo la finale per il titolo contro il Fortaleza, tuttavia si è qualificato per il Campeonato Brasileiro Série D dello stesso anno.

## Palmarès

### Competizioni statali
- Campeonato Cearense Série B: 1

1998
- Campeonato Cearense Terceira Divisão: 1

2014

### Altri piazzamenti
- Campionato Cearense:

Secondo posto: 2016
- Campeonato Brasileiro Série D:

Semifinalista: 2021